# العلاقات البالاوية الوسط إفريقية
العلاقات البالاوية الوسط أفريقية هي العلاقات الثنائية التي تجمع بين بالاو وجمهورية أفريقيا الوسطى.

## مقارنة بين البلدين
هذه مقارنة عامة ومرجعية للدولتين:
| وجه المقارنة                                              | بالاو                         | جمهورية أفريقيا الوسطى      |
| --------------------------------------------------------- | ----------------------------- | --------------------------- |
| المساحة (كم2)                                             | 465                           | 622.98 ألف                  |
| عدد السكان (نسمة)                                         | 21.73 ألف                     | 4.66 مليون                  |
| الكثافة السكانية (ن./كم²)                                 | 4.67 ألف                      | 7.48                        |
| العاصمة                                                   | نغيرولمود، كورور              | بانغي                       |
| اللغة الرسمية                                             | لغة إنجليزية، اللغة البالاوية | لغة فرنسية، اللغة السانغوية |
| العملة                                                    | دولار أمريكي                  | فرنك وسط أفريقي             |
| الناتج المحلي الإجمالي (بليون دولار)                      | 291.54 مليون                  | 1.95 مليار                  |
| الناتج المحلي الإجمالي (تعادل القوة الشرائية) بليون دولار | 326.12 مليون                  | 3.03 مليار                  |
| الناتج المحلي الإجمالي الاسمي للفرد دولار أمريكي          | 13.50 ألف                     | 323                         |
| الناتج المحلي الإجمالي للفرد دولار أمريكي                 | 14.76 ألف                     | 594                         |
| مؤشر التنمية البشرية                                      | 0.780                         | 0.350                       |
| رمز المكالمات الدولي                                      | +680                          | +236                        |
| رمز الإنترنت                                              | .pw                           | .cf                         |
| المنطقة الزمنية                                           | ت ع م+09:00                   | ت ع م+01:00                 |

## منظمات دولية مشتركة
يشترك البلدان في عضوية مجموعة من المنظمات الدولية، منها:
| علم المنظمة | اسم المنظمة                                 | تاريخ انضمام بالاو | تاريخ انضمام جمهورية أفريقيا الوسطى |
| ----------- | ------------------------------------------- | ------------------ | ----------------------------------- |
|             | مجموعة دول أفريقيا والكاريبي والمحيط الهادئ | ?                  | ?                                   |
|             | مؤسسة التنمية الدولية                       | 16 ديسمبر 1997     | 27 أغسطس 1963                       |
|             | الأمم المتحدة                               | 15 ديسمبر 1994     | 20 سبتمبر 1960                      |
|             | البنك الدولي للإنشاء والتعمير               | 16 ديسمبر 1997     | 10 يوليو 1963                       |
|             | منظمة حظر الأسلحة الكيميائية                | ?                  | ?                                   |
|             | مؤسسة التمويل الدولية                       | 16 ديسمبر 1997     | 1 أبريل 1991                        |
|             | وكالة ضمان الاستثمار متعدد الأطراف          | 16 ديسمبر 1997     | 8 سبتمبر 2000                       |
|             | يونسكو                                      | 20 سبتمبر 1999     | 11 نوفمبر 1960                      |